# Grigorij Geršuni
Grigorij Andrejevič Geršuni (rusky Григорий Aндреевич Гершуни, 29. září 1870, Kovno, Ruské impérium – 29. března 1908, Curych, Švýcarsko) byl ruský revolucionář a zakládající člen strany strana socialistů-revolucionářů.

## Životopis

### Mládí
Grigorij Geršuni se narodil v Kovnu židovským Rolníkům. Geršuni studoval lékařství na Kyjevské univerzitě, a později si otevřel v Minsku vlastní bakteriologickou laboratoř.

### Revolucionářský život
Geršuni byl horlivý socialista, za což byl v roce 1900 zatčen tajnou policií Ochrankou.
Po jeho propuštění se spojil s Jekatěrinou Breško-Breškovskou, Viktorem Černovem, Alexandrem Kerenským a Jevno Azefem, s nimiž v roce 1901 založil stranu socialistů-revolucionářů.

Geršuni podporoval bojovou frakci Eserů, která se stala odpovědnou za smrt ministrů vnitra Dmitrije Sipjagina, Vjačeslava von Pleveho a velkovévody Sergeje Alexandroviče.

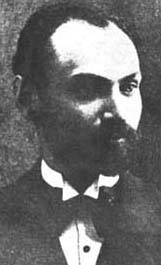
Grigorij Geršuni

Geršuni si však nebyl vědom, že jeden z jeho spolupracovníků, Jevno Azef pracoval jako špion pro Ochranku. V roce 1904 nakonec nechal Azef Geršuniho zatknout.
Geršuni byl odsouzen k trestu smrti, rozsudek byl však nakonec zmírněn na doživotí. V roce 1905 z vězení unikl do Číny.
Z Číny později odcestoval do USA, do Evropy se vrátil v roce 1907. Usadil se ve Švýcarsku, kde argumentoval proti carovi, a kde také roku 1908 zemřel.